# Henarbrug
De Henarburg is een hefbrug in de Oost-Westverbinding over de rivier Nickerie in Suriname. Vanaf Wageningen oostwaarts ligt de brug net voor binnenkomst in Klein Henarpolder.

## Bouw en terugkerende reparatiewerkzaamheden
De brug werd in de jaren 1980 tijdens het militaire regime gebouwd en in 1985 in gebruik genomen. Er werd gekozen voor de hefbrug vanwege te verwachten schepen die onder de brug door moesten. Het rijdek bestond uit houten planken en balken waarover een dikke laag asfalt werd gelegd. De asfaltlaag pakte niet goed uit en moest na twee jaar hersteld worden. In 1997 werd de deklaag vervangen door roosters. Over de brug reden steeds zwaarder wordende vrachtwagens met een asdruk tot wel 60 ton en er werd, ondanks waarschuwingsborden niet stapvoets maar sneller over de brug gereden. Hierdoor was de brug in 2004 opnieuw in deplorabele staat en moesten de dekroosters worden vervangen. Ook daarna moest de brug terugkerend gerepareerd worden. In 2022 sloegen burgers zelf een kromgebogen stuk metaal aan de brug recht om een gevaarlijke situatie uit de weg te nemen.